# Здравље у Индонезији
На здравље у Индонезији утичу бројни фактори. Индонезија има преко 26.000 здравствених установа; 2.000 болница, 9.000 домова здравља и приватних клиника, 1.100 стоматолошких клиника и 1.000 оптичара. У земљи недостају лекари са само 0,4 лекара на 1.000 становника. У 2018. потрошња Индонезије на здравствену заштиту износила је 38,3 милијарде долара, 4,18% њиховог БДП-а, а очекује се да ће порасти на 51 милијарду долара у 2020.
Индонезија је 2014. увела свој универзални програм здравствене заштите, Јаминан Кесехатан Насионал (ЈКН), који обезбеђује БПЈС Кесехатан (Badan Penyelenggara Jaminan Sosial Kesehatan, Агенција за здравствено осигурање). Тренутно покрива преко 200 милиона људи. Око 20 милиона људи у Индонезији је покривено приватним здравственим осигурањем.
Иницијатива за мерење људских права  налази да Индонезија испуњава 84,1% онога што би требало да испуни за право на здравље на основу свог нивоа прихода. Када се посматра право на здравље деце, Индонезија остварује 93,5% онога што се очекује на основу својих тренутних прихода. У погледу права на здравље одраслог становништва, земља остварује само 87,1% очекиваног на основу нивоа прихода у земљи. Индонезија спада у "веома лошу" категорију када се оцењује право на репродуктивно здравље јер нација испуњава само 71,9% онога што се очекује да нација постигне на основу ресурса (прихода) којима располаже.

## Популација
Од септембра 2020. године, Индонезија има 247 милиона становника и густину насељености од 151 по км2. 29% становништва Индонезије је млађе од 15 година, а само 5% је старије од 65 година. Више од 28 милиона живи испод границе сиромаштва од 17 америчких долара месечно, а око половине становништва има приходе који нису много већи од ње.

### Очекивано трајање живота
| Раздобље  | Очекивано трајање живота у године | Раздобље  | Очекивано трајање живота у године |
| --------- | --------------------------------- | --------- | --------------------------------- |
| 1950–1955 | 41.75                             | 1985–1990 | 61.29                             |
| 1955–1960 | 45.07                             | 1990–1995 | 63.32                             |
| 1960–1965 | 48.18                             | 1995–2000 | 65.16                             |
| 1965–1970 | 51.05                             | 2000–2005 | 66.40                             |
| 1970–1975 | 54.02                             | 2005–2010 | 68.31                             |
| 1975–1980 | 56.69                             | 2010–2015 | 70.01                             |
| 1980–1985 | 59.21                             | 2015–2020 | 71.41                             |

Извор: Уједињене нације 

### Стопа смртности
| Уочени умрли на 1000 живорођених | 1990 | 2000 | 2010 | 2019 |
| -------------------------------- | ---- | ---- | ---- | ---- |
| Испод 28 дана                    | 30.6 | 22.8 | 17.4 | 12.4 |
| Испод 1 године                   | 61.8 | 41   | 28   | 20.2 |
| Испод 5 година                   | 84   | 52.2 | 33.9 | 23.9 |

Извор: Светска банка 

### Плодност
| Година | Рођења по женама | Рате                          |
| ------ | ---------------- | ----------------------------- |
| 2017   | 2.346            | Пад од 1,1% у односу на 2016  |
| 2018   | 2.320            | Пад од 1,11% у односу на 2017 |
| 2019   | 2.300            | Пад од 0,86% у односу на 2018 |
| 2020   | 2.280            | Пад од 0,87% у односу на 2019 |

Извор: Macrotrends 

### Здравствена заштита мајке и детета
Стопа смртности мајки за 2010. годину на 100.000 рођених за Индонезију је 240. Ово се пореди са 228,6 у 2008. и 252,9 у 1990. години. Стопа морталитета млађих од 5 година на 1.000 рођених је 41, а смртност новорођенчади као проценат морталитета млађих од 5 година је 49. У Индонезији је недоступан број бабица на 1.000 живорођених, а животни ризик од смрти за труднице је 1 од 190.
Стопа смртности мајки у 2012. на 100.000 живорођених износи 359 смртних случајева, што је значајно повећање у односу на податке из 2010. са 220 смртних случајева и далеко од циља МЦР-а од 102 смрти до краја 2015. Главни узрок смрти су тешко постнатално крварење због недостатка редовне контроле трудноће, иако подаци Националног одбора за планирање породице и Централне статистичке агенције показују побољшање са 93 процента жена које су добиле пренаталну негу у 2007. повећано на 96 процената у 2012. години.

## Квалитет и начин живота

### Квалитет воде
Неисправна вода за пиће је главни узрок дијареје, која је главни убица мале деце у Индонезији. Према УНИЦЕФ-у, дијареја изазвана нетретираном водом за пиће допринела је смрти 31% деце узраста од 1 месеца до годину дана и 25% деце узраста од годину до 4 године.

### Квалитет ваздуха
1997. измаглица југоисточне Азије, 2006. измаглица југоисточне Азије, 2013. измаглица југоисточне Азије и измаглица југоисточне Азије 2015. - У свим земљама погођеним димом, примећено је повећање акутних здравствених исхода. Здравствени ефекти, укључујући посете хитној помоћи услед респираторних симптома као што су астма, инфекција горњих дисајних путева, смањена функција плућа, као и иритација очију и коже, углавном су узроковани овим честицама.

### Нездрава исхрана
Најмање 1 од 3 деце млађе од пет година је потхрањено или гојазно у Индонезији. Према УНИЦЕФ-у, 7 милиона деце млађе од пет година заостаје у развоју, 2 милиона је изгубљено, а 2 милиона има прекомерну тежину или је гојазно. Такође, 1 од 4 адолесцената је анемичан, највероватније због недостатка витамина и хранљивих материја као што су гвожђе, фолна киселина и витамин А 

### Употреба дувана и дрога
Индонезија је пето највеће тржиште дувана на свету и нема веома строга правила о пушењу. Сваке године више од 200.000 људи умре од болести изазваних дуваном. Међутим, више од 469.000 деце (10–14 година) и 64 милиона одраслих (15+ година) настављају да свакодневно користе дуванске производе.
Употреба дроге и продаја дроге је потпуно незаконита и може довести до смртне казне. У 2015. години, 4,5 милиона Индонежана треба да буде рехабилитовано због илегалне или илегалне употребе дрога, а око 45 младих људи умире сваког дана због употребе дрога.

### Ментално здравље и самоубиство
У Индонезији постоји велика стигма против менталних болести. Индонежанска влада тренутно користи 1% свог укупног здравственог буџета на ментално здравље са само 48 менталних болница и 269 психијатријских одељења. Услови у овим местима су нехигијенски и претрпани затвореницима који су редовно везани како би се спречило насиље.
Самоубиство је проблем у Индонезији и 2018. заузима 65. место са 2,9 самоубистава на 100.000. Самоубиства се често не пријављују због стигме, око 10.000 људи годишње изврши самоубиство.

## Болести

### Заразне болести
ХИВ/Сида представља велику претњу по јавно здравље од раних 1990-их. Индонезија је 2003. године била на трећем месту међу земљама АСЕАН-а у југоисточној Азији, после Мјанмара и Тајланда, са стопом преваленције одраслих од 0,1 одсто, 130.000 случајева ХИВ/АИДС-а и 2.400 смртних случајева. У Џакарти се процењује да је 17 процената проститутки заражено ХИВ/АИДС-ом; у неким деловима Папуе, сматра се да стопа заразе међу сељанкама које нису проститутке може достићи чак 26 одсто.
Три друге здравствене опасности са којима се Индонезија суочила 2004. биле су денга грозница, денга хеморагична грозница (ДХФ) и птичји грип. Према СЗО, свих 30 јединица на нивоу покрајине било је погођено денга грозницом и ДХФ-ом. Избијање високо патогене птичијег грипа (А/Х5Н1) код кокошака и патака у Индонезији представља значајну претњу по људско здравље.
До 2010. године у Индонезији су постојала три региона маларије : Нуса Тенггара Барат са 20 случајева на 1.000 становника, Нуса Тенггара Тимур са 20–50 и Малуку и Папуа са више од 50 случајева на хиљаду. Средња ендемичност на Суматри, Калимантану и Сулавесију, док је ниска ендемичност на Јави и Балију, где је готово 100 одсто случајева маларије потврђено јасно. У 1990. години просечна инциденција маларије била је 4,96 на 1000, а опала је на 1,96 на 1000 2010. Влада има за циљ да ослободи земљу од маларије до 2030. године, а елиминација значи да се постигне мање од 1 инциденције на 1.000 људи.

### Незаразне болести
Процењује се да незаразне болести чине 73% свих смртних случајева у Индонезији. Дијабетес расте по стопи од око 6% годишње.
| Болест                                               | Пропорционални морталитет |
| ---------------------------------------------------- | ------------------------- |
| Кардиоваскуларне болести                             | 35%                       |
| Заразни, матерински, перинатални и нутритивни услови | 21%                       |
| Друге незаразне болести                              | 12%                       |
| Рак                                                  | 12%                       |
| Хроничне респираторне болести                        | 6%                        |
| Дијабетес                                            | 6%                        |
| Повреде                                              | 6%                        |

## Вакцинација
Док Ikatan Dokter Anak Indonesia-IDAI (Индонежанско педијатријско друштво) препоручује вакцинацију против 16 различитих болести, само пет је обавезно и бесплатно за све учеснике националног здравственог осигурања (БПЈС). Обавезне вакцинације су: туберкулоза (ТБ), хепатитис Б, дечија парализа, ДТП (дифтерија, тетанус, пертуссис) и богиње. Скоро 60% Индонежана су учесници БПЈС. Нажалост, то значи да је имунитет стада низак у Индонезији.